# Aleksandra Mirosław
Aleksandra Mirosław (født 1994) er en polsk sportsbestiger.

## Karriere
Hun repræsenterede Polen ved sommer-OL 2020 i Tokyo, hvor hun sluttede på 4. pladsen.
Den 5. august 2024, under kvalifikationsrundene ved sommer-OL 2024, slog Mirosław sine verdensrekorder to gange og satte en ny verdensrekord på 6,06 sekunder. Hun besejrede Spaniens Leslie Romero Pérez, Polens Aleksandra Kałucka og Kinas Deng Lijuan i knockoutfasen på vej til olympisk guldmedalje. Som en anerkendelse af hendes præstationer blev et vægmaleri, der forestiller Mirosław slå verdensrekorden, skabt af kunstneren Michał Ćwiek i hendes hjemby Lublin.